# Словацька Екстраліга 2025—2026
Словацька Екстраліга 2025—2026 — 33-й розіграш чемпіонату Словацької Екстраліги.

## Зміни порівняно з минулим сезоном
Нове Замки за підсумками минулого сезону вибув до 1 ліги, натомість Пряшів, як переможець 1 ліги підвищився у класі.